# Zoologische Staatssammlung München
Die Zoologische Staatssammlung München (ZSM) ist eine Forschungseinrichtung des Freistaates Bayern für zoologische Systematik und ihre Anwendungen im weiteren Sinne. Gleichzeitig gehört die Zoologische Staatssammlung zu den ältesten und traditionsreichsten sowie zu den zehn bedeutendsten zoologischen Forschungssammlungen der Welt. Sie untersteht der Dienst- und Fachaufsicht der Generaldirektion der Staatlichen Naturwissenschaftlichen Sammlungen Bayerns und ist dadurch in deren Forschungsverbund integriert.

## Lage
Die Zoologische Staatssammlung hat ihren Sitz im Münchner Stadtteil Obermenzing, Münchhausenstraße 21.

## Sammlung

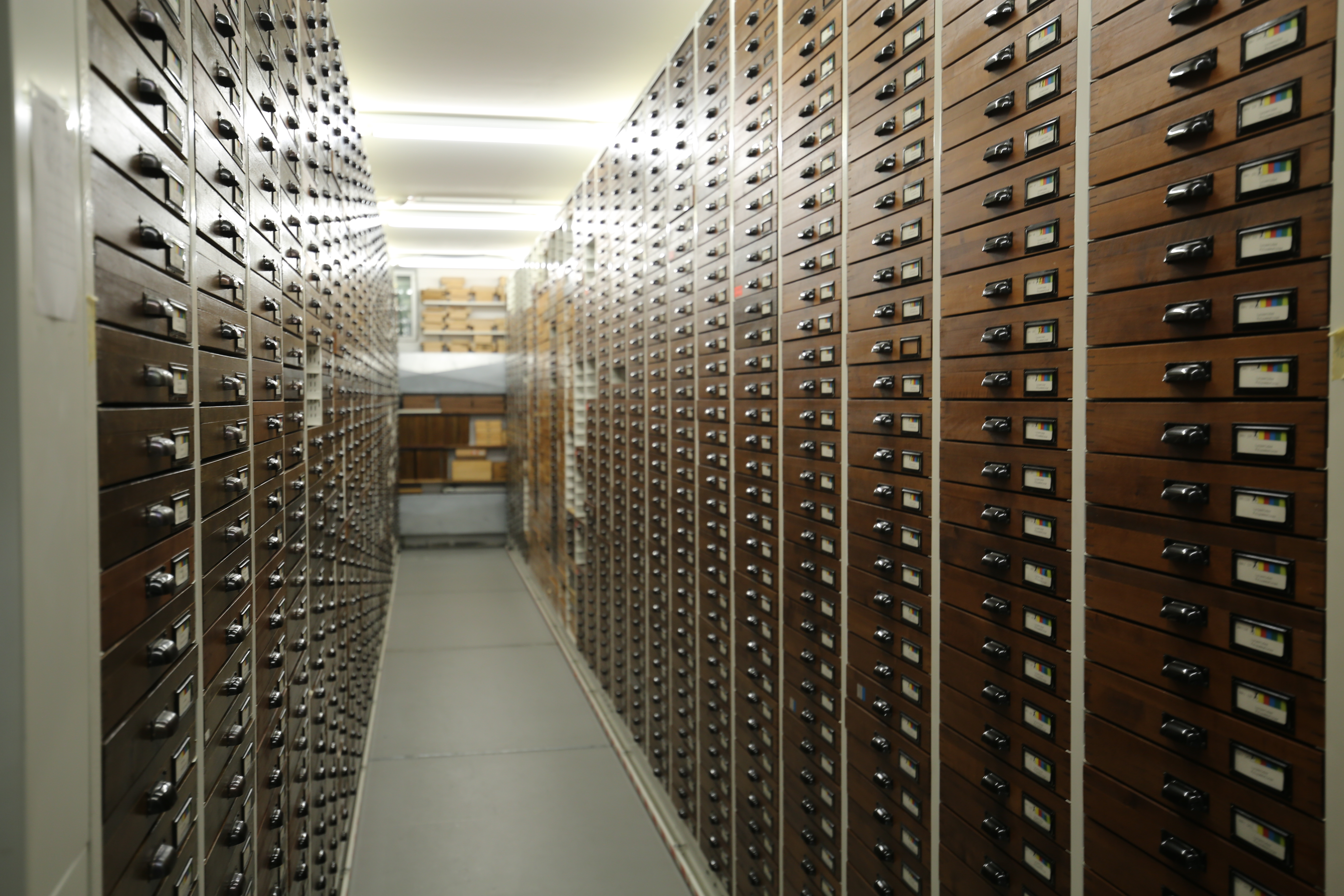
Zoologische Staatssammlung München – Blick ins Magazin

Die Zoologische Staatssammlung hat fast 22 Millionen Inventareinheiten (zoologische Sammlungsobjekte) archiviert, ca. 90 % der erfassten Arten sind Insekten. Praktisch das gesamte Tierreich ist in den Sammlungen vertreten. Im Laufe der Sammlungsgeschichte haben sich Schwerpunkte herausgebildet, so bei den wirbellosen Tieren: Nesseltiere, Krebstiere, Milben, Stachelhäuter und Tausendfüßer; bei den Insekten: Hautflügler, Käfer, Schmetterlinge und Zweiflügler; bei den Wirbeltieren: Fische, Lurche, Kriechtiere, Vögel und vor allem Säugetiere. Zu den ältesten Sammlungsobjekten zählen einzelne Präparate aus dem Wittelsbacher Naturalienkabinett, sowie Seeigel aus der Sammlung von Jakob Theodor Klein, die dieser vor 1740 gesammelt hatte, und Schmetterlinge von Eugen Johann Christoph Esper.
Die Zoologische Staatssammlung hat die größte bekannte Schmetterlingssammlung der Welt, mit etwa 12 bis 15 Millionen Exemplaren. Die ältesten Präparate entstanden um 1780, als jedes Tier noch einen eigenen kleinen Holzkasten mit Glasscheibe erhielt.
Auch sind seltene, teilweise ausgestorbene Tierarten archiviert, so ein Quagga, das im Museum Mensch und Natur ausgestellt ist. Vor kurzem wurde ein Präparat eines Riesenalks wiederentdeckt.
Weitere weltweit bedeutende Schwerpunkte findet man zum Beispiel in der Herpetologie (Reptilien aus dem Himalaya-Gebiet, Frösche aus Madagaskar), Säugetiere (Großtiere, Primaten und mitteleuropäische Kleinsäuger aus Gewöllen), Vögel (Kolibris, Darwinfinken, Paradiesvögel), Käfer (Laufkäfer, Schwarzkäfer), Hautflügler (größte Hymenopterensammlung von Deutschland) und die Milbensammlung mit mehreren tausend Typen.

### Wichtige Sammlungserweiterungen
- Brasilianische Forschungsexpedition (Johann Baptist von Spix, 1817 bis 1820)
- Sammlung des Herzogs Maximilian von Leuchtenberg (erworben 1858)
- Sammlung der Gebrüder Sturm (erworben 1874)
- Zoologische Objekte der sogenannten „Amerikanischen Sammlung“ der Prinzessin Therese von Bayern (erworben 1926 durch testamentarische Verfügung)
- Sammlung Museum Witt mit den Beständen des ehemaligen Museums Witt (Sammlungsverbund seit 2000)

## Bibliothek
Die Präsenzbibliothek umfasst mehr als 120.000 Bände und 1000 laufende Zeitschriften. Die Staatssammlung ist Herausgeber mehrerer eigener zoologischer Fachzeitschriften, von denen als wichtigste die "Spixiana" zu nennen ist.

## Sonstige Aufgaben
Neben ihren Forschungsauftrag unterstützt die Zoologische Staatssammlung die Naturkundemuseen durch fachkundige Beratung und zum Teil durch Objekte, die sie zu Ausstellungszwecken zur Verfügung stellt. Gleichzeitig erstellt sie Gutachten für die Bayerische Staatsregierung und Kommunen.
Die ZSM wendet sich auch mit öffentlichen Vorträgen, Ausstellungen, Führungen und einem jährlichen Tag der offenen Tür an die Öffentlichkeit. Viele wissenschaftliche Mitarbeiter sind aktiv an der Lehre der Ludwig-Maximilians-Universität München (LMU) beteiligt. Es werden auch Praktika und Seminare in den Räumen der ZSM durchgeführt.

## Struktur
Die ZSM beschäftigt 16 festangestellte Wissenschaftler (Konservator/-innen), die folgende Sektionen in drei Abteilungen betreuen:
- Wirbeltiere: Herpetologie, Ichthyologie, Ornithologie und Mammalogie,
- Insekten: Coleoptera, Diptera, Hemiptera, Hymenoptera, Insecta varia und Lepidoptera,
- Wirbellose: Arthropoda varia, Evertebrata varia und Mollusca.

Es gibt gemeinsame Labore (Histologie, DNA-Labor), gemeinsame Großgeräte (Micro-CT, REM) und andere.

## Geschichte

### Vorgeschichte
König Max I. Joseph unterstellt der Kgl. Akademie der Wissenschaften durch deren Verfassungsurkunde vom 1. Mai 1807 die zoologischen, botanischen und mineralogischen Privatkabinette des Hauses Wittelsbach, die vor allem aus der sogenannten Herzoglichen Sammlung und der Kurpfälzisch-Zweibrückener Riedlschen Sammlung bestand. Die Sammlungen wurden von der Residenz in das damals Wilhelminum genannte Jesuitenkolleg in der Neuhauser Straße (heute Fußgängerzone), die später zusätzlich die Akademie und daher auch als Alte Akademie bezeichnet wird, überführt. Die Sammlungen wurden kontinuierlich durch das Königshaus erweitert, so dass die Sammlungen verselbständigt werden sollten.

### Gründung bis 1945
1811 wurde für die zoologisch-zootomische Sammlung der Akademie ein eigenes Konservatorium errichtet und mit Johann Baptist Ritter von Spix der erste Konservator berufen. Dies gilt als Gründung der Zoologischen Staatssammlung. Spix erweiterte die Sammlung insbesondere durch seine Forschungsreise nach Brasilien in den Jahren 1817 bis 1820 erheblich. Spix formulierte Prinzipien der Sammlungstätigkeit und der wissenschaftlichen Untersuchung der Präparate, die zum Teil heute noch gültig sind. Er starb bereits 1826.
Schon seit 1809 war die Sammlung der Akademie öffentlich zugänglich.
Nachdem 1827 die Ludwig-Maximilians-Universität München von Landshut nach München verlegt worden war, wurden im selben Jahr neue Statuten erlassen, die die Konservatorien auch rechtlich zu selbständigen Einheiten erhoben. Dadurch wurde die zoologisch-zootomische Sammlung der Akademie zugleich das Zuhause der Universitätszoologie, der Leiter der Sammlung war jeweils gleichzeitig Ordinarius für Zoologie. Der Nachfolger von Spix und erster Ordinarius war Gotthilf Heinrich von Schubert. Es folgten Carl Theodor von Siebold, und Richard von Hertwig.
Um 1885 wurde die heutige Zoologische Staatssammlung von Richard Goldschmidt als das „größte und internationalsten akademisches Zentrum der Zoologie“ bezeichnet.
Das Ende der Monarchie in Bayern 1918 brachte für die Zoologische Staatssammlung wenig Änderung. Im Gegensatz zu den meisten Ländern, wo die selbständigen Sammlungen, die aus den Privatkabinette der regierenden Häusern entstanden sowie die noch vorhandenen Privatkabinette mit den Sammlungen der jeweiligen Universitäten verschmolzen wurden, blieb in Bayern beim Status quo. Die Königliche Sammlung wurde gemäß neuer Terminologie zur „Staatssammlung“. Allerdings erlischt durch die Inflation während der Weltwirtschaftskrise der „Fonds zur naturwissenschaftlichen Erforschung des Königreiches“, den König Maximilian II. bei seiner Thronbesteigung 1848 eingerichtet hatte, vollständig. Nachdem unter Karl von Frisch 1925 bis 1927 die Personalunion zwischen Universität und Staatssammlung aufgehoben und die organisatorische Trennung von Staatssammlung und Universitätsinstitut vollzogen wurde, erfolgte 1932 die räumliche Trennung. Seitdem sind Universitätsinstitut und Zoologische Staatssammlung vollständig eigenständige Forschungsinstitutionen.
Im Zweiten Weltkrieg wurden trotz Auslagerungsverbotes, wodurch der Zugang zum Museum für die Bevölkerung erhalten werden sollte, im Sommer 1943 die Sammlungsbestände und die Bibliothek zum größten Teil ausgelagert. Beim alliierten Bombenangriff in der Nacht zum 25. April 1944 auf die Münchner Innenstadt wurde auch die Alte Akademie schwer getroffen. Die Mitarbeiter der Zoologischen Staatssammlung, unter ihnen der Herpetologe Lorenz Müller, retteten noch während des Angriffs so viele Sammlungsobjekte wie möglich. Dennoch wurde durch den Brand die Schausammlung zerstört, die Fischabteilung, zahlreiche wertvolle Skelette und Rohskelette wurden zerstört. Die in Planegg ausgelagerten herpetologischen Bestände wurden durch einen Volltreffer dezimiert, so die Schildkrötensammlung vollständig zerstört. Die Alkoholpräparate der Wirbellosen-Sammlung wurden dann während des Einmarschs der US-amerikanischen Besatzungsmacht von Unbekannten geplündert.

### Nach dem Zweiten Weltkrieg
Nachdem die Alte Akademie zerstört war, in der sie seit 1807 beheimatet war, bezog die Zoologische Staatssammlung den Rohbau des damals im Schloss Nymphenburg geplanten Jagdmuseums (heute Deutsches Jagd- und Fischereimuseum in der Neuhauser Straße), ein Provisorium. 

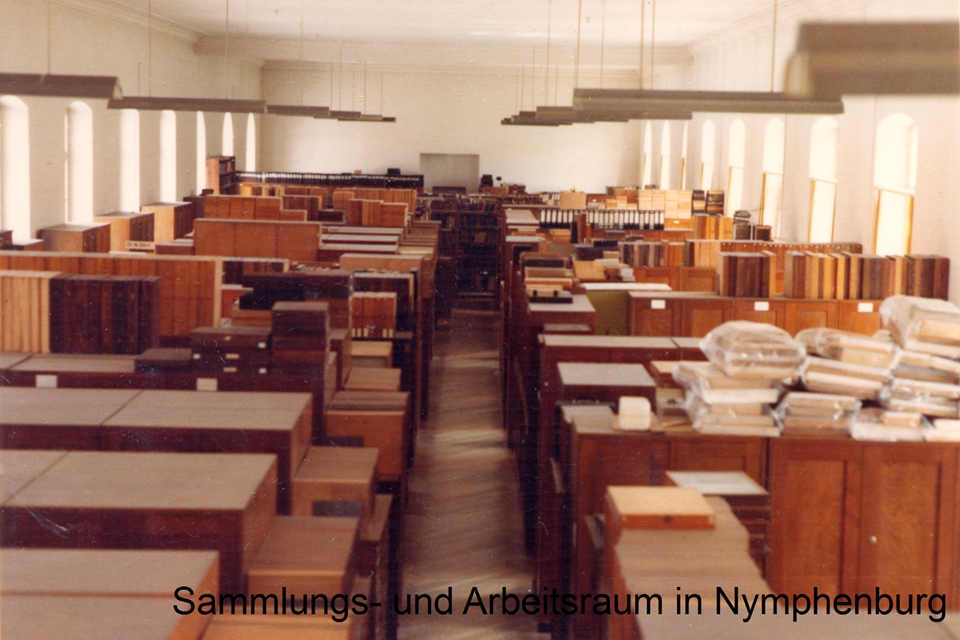
Die Zoologische Staatssammlung München war 1946 bis 1985 in einem Seitenflügel des Schlosses Nymphenburg provisorisch untergebracht.

Walter Forster prägte die Zoologische Staatssammlung in den Jahren bis in die 1980er Jahre. Er war an der ZSM seit 1931, als Direktor von 1965 bis 1975. Durch seine Aktivitäten wurde besonders die Schmetterlingssammlung und die Bibliothek gefördert. Unter seinem Nachfolger, Ernst Josef Fittkau konnte der Neubau in Obermenzing realisiert werden.
1981 wurde der Grundstein für ein eigenes Sammlungsgebäude gelegt, das 1985 bezogen werden konnte. Das Gebäude hat (unter anderem aus energetischen Gründen) seine Magazinräume halb unterirdisch angelegt und ist mit moderner Technik ausgestattet.
Es stehen 25 Magazinräume mit mehr als 5.100 Quadratmetern zur Verfügung, die voll klimatisiert und mit einer Brandmelde- und Alarmanlage ausgestattet sind. Darüber hinaus stehen 70 Arbeits- und sonstige Räume (Werkstätten, Labore, Funktionsräume) zur Verfügung. Trotz großzügiger Planung mussten wegen des laufenden Zuwachses an Sammlungen bereits mehrere Magazine durch den Einbau von beweglichen Regalen kompaktiert werden (Bibliotheks-, Schmetterlings- und Großes Fellmagazin), etliche Magazine wurden durch Umbau verdichtet.
Seit 1995 ist Gerhard Haszprunar gleichzeitig Direktor der ZSM und Lehrstuhlinhaber für Systematische Zoologie an der LMU. Durch diese Personalunion ist wieder eine enge Verbindung zwischen der ZSM und der Fakultät für Biologie der LMU gegeben.

## DNA-Barcoding an der ZSM
Seit 2009 bearbeiten die Wissenschaftler der ZSM in einem weltweit beachteten Sonderprogramm die gesamte Tierwelt Bayerns und seiner Nachbarländer, um über die Sequenzierung des mitochondrialen COI-Gens (DNA-Barcoding) eine genetische „Bibliothek des Lebens“ zu erstellen. Darauf aufbauend wird inzwischen, gemeinsam mit mehreren deutschen Forschungsinstituten, an der genetischen Erfassung der gesamten Fauna Deutschlands gearbeitet.

## Preise
Die Zoologische Staatssammlung hat eine Fördergesellschaft, die „Freunde der Zoologischen Staatssammlung e. V.“. Diese vergibt seit 1981 an Mäzene und Stifter von besonders wertvollen Sammlungen die Ritter-von-Spix-Medaille. Seit dem Jahr 2000 vergibt die Fördergesellschaft jährlich an hervorragende junge Wissenschaftler aus dem Fachbereich der zoologischen Systematik den R. J. H. Hintelmann Wissenschafts-Preis, der mit 5000 Euro dotiert ist.